# Aurélien Chedjou
Aurélien Bayard Chedjou Fongang, född 20 juni 1985, är en kamerunsk fotbollsspelare som spelar som back. Han har under sin karriär spelat för Kameruns landslag.

## Karriär
Den 1 september 2019 värvades Chedjou av Amiens, där han skrev på ett tvåårskontrakt.